# Glykogensynthese
Die Glykogensynthese ist der Aufbau der Speicherform der Glucose (Traubenzucker), des Glykogen. Dieses besteht aus langen, verzweigten Ketten, die aus einzelnen Glucosemolekülen aufgebaut sind. Der Prozess findet in den meisten Lebewesen statt.
Damit einzelne Traubenzuckermoleküle verbunden werden können, müssen sie zuerst durch Phosphorylierung in UDP-Glucose umgesetzt und damit aktiviert werden. Bei dieser Verknüpfung entsteht ein verzweigtes Molekül. Diese Struktur besitzt den Vorteil, dass Glykogen etwa im Muskel bei schneller Kontraktion für Energiebereitstellung an vielen Enden gleichzeitig abgebaut werden kann.
Der umgekehrte Prozess ist die Glykogenolyse.

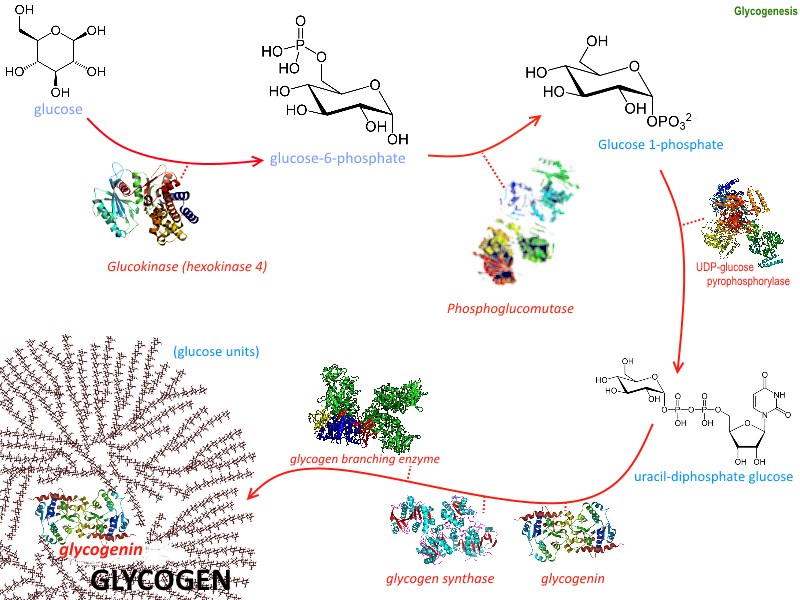
Die Synthese von Glykogen aus Glukose

## Aufbauschritte
Die Glykogensynthese setzt sich aus verschiedenen Schritten zusammen:

### Hexokinase-Reaktion
Im ersten Schritt wird die Glucose in Glucose-6-phosphat umgewandelt. Hierzu dient die Glucokinase (Hexokinase IV), die auch in der Glykolyse Traubenzucker phosphoryliert; die Reaktion verbraucht pro Glucoseeinheit ein ATP-Molekül als Energie- und Phosphatlieferant. Ein ADP-Molekül entsteht als Koppelprodukt:
 + ATP {\displaystyle \mathrm {\xrightarrow {Hexokinase}} }
 + ADP

### Phosphoglucomutase-Reaktion
Glucose-6-phosphat wird durch die Phosphoglucomutase zu Glucose-1-phosphat isomerisiert, wobei die Gleichgewichtsreaktion aufgrund der ständigen Entnahme des Glucose-1-phosphats durch die nächste Reaktion auf die rechte Seite verschoben ist. Als Zwischenprodukt der Reaktion entsteht Glucose-1,6-bisphosphat:
 {\displaystyle \mathrm {\xrightarrow {Phosphoglucomutase}} } 

### Glucose-1-Phosphat-UTP-Transferase-Reaktion
Die eigentliche Aktivierung des Glucose-1-phosphat geschieht durch Reaktion mit Uridintriphosphat (UTP). Dabei wird an die Phosphatgruppe der Glucose ein Teilstück des UTP verknüpft, während die zwei äußeren Phosphatreste (Beta- und Gammaphosphat) des UTP abgespalten werden. Es entsteht die aktivierte UDP-Glucose.
 +   {\displaystyle {\xrightarrow[{-2Phosphat}]{Kat}}}  
Katalysiert wird die Reaktion durch die Glucose-1-phosphat-UDP-Transferase.

### Glykogensynthase-Reaktion

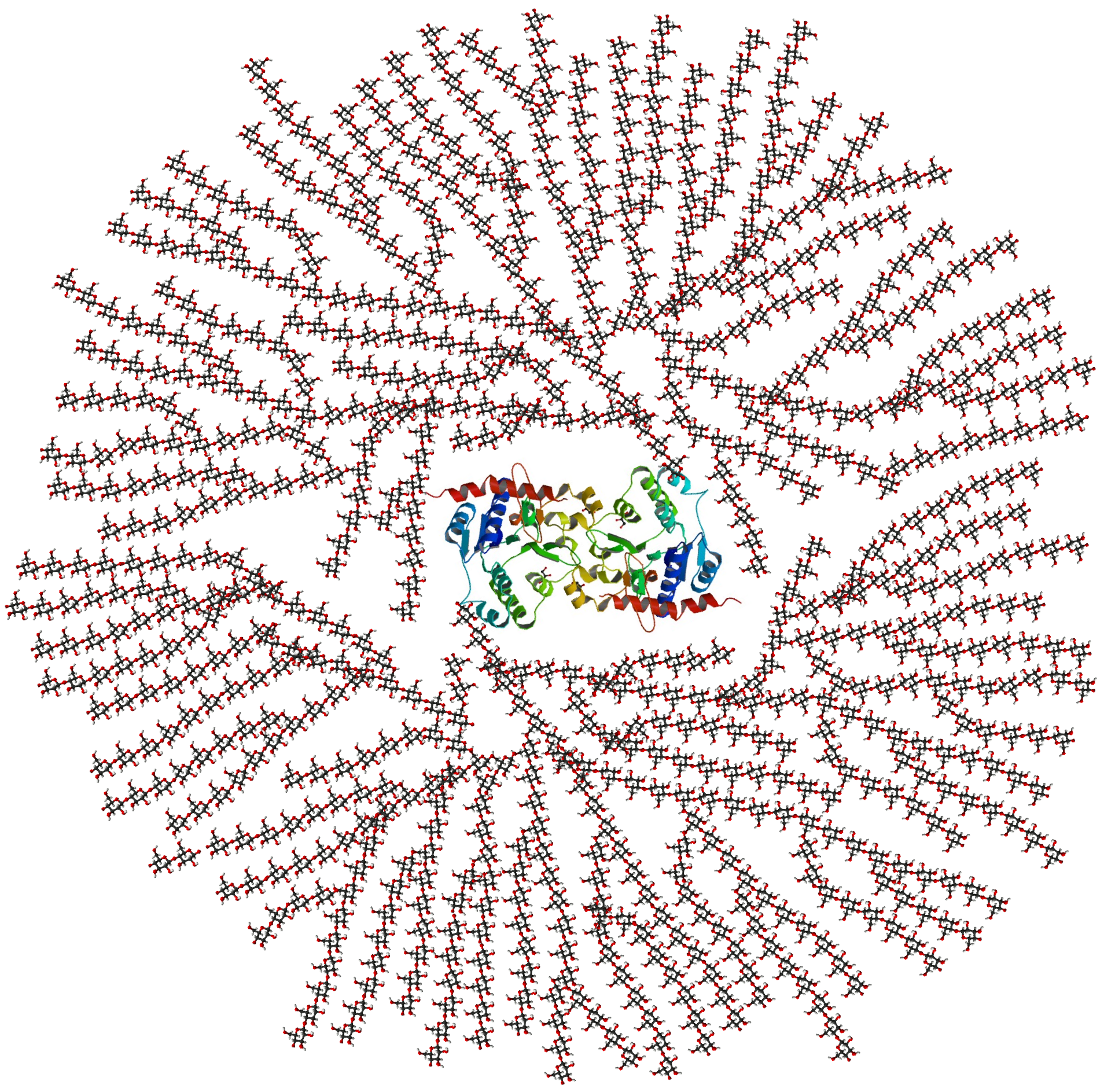
Glykogenin-Zentrum mit angeknüpften Glykogenmolekülen

UDP-Glucose wird für die eigentliche Glykogensynthese gebraucht, wobei die UDP-Glucose durch die Glykogen-Synthase auf ein bestehendes Glykogenmolekül übertragen und Uridindiphosphat (UDP) abgespalten wird. Für den erstmaligen Aufbau von Glykogen wird ein Startermolekül, ein so genanntes Core-Protein, benötigt, welches durch das Glykogenin bereitgestellt wird. Dieses bildet das Zentrum eines jeden Glykogen-Moleküls. Es besitzt selbst einige Moleküle α-1,4-glykosidisch gebundener Glucose, die von der Glykogen-Synthase als Primer benötigt werden – dieses Enzym gleitet wie der Schieber eines Reissverschlusses auf der bestehenden Kette von Glucose-Molekülen entlang und kann nicht selbst einen Startpunkt festlegen. Durch diese Reaktion entsteht eine Kette unverzweigten Glykogens.

### Branching-Enzym
Das 1,4-α-Glucan-verzweigende Enzym oder branching enzyme dient zur Erzeugung von Verzweigungen in die lineare Kette: es zerschneidet den Strang alle 7 bis 12 Glucose-Einheiten an den alpha-1,4-glykosidischen Verbindungen und fügt das abgeschnittene Stück alpha-1,6-glykosidisch als seitliche Verzweigung an eine mindestens 11 Moleküle lange Kette wieder an.